# Crvica (Bajina Bašta)
Pour les articles homonymes, voir Crvica.
Crvica (en serbe cyrillique : Црвица) est un village de Serbie situé dans la municipalité de Bajina Bašta, district de Zlatibor. Au recensement de 2011, il comptait 654 habitants.
Crvica est également connue sous le nom de Gornja Crvica. Le hameau de Donja Crvica, situé sur le territoire du village, est situé sur la rive droite de la Drina.

## Démographie

### Évolution historique de la population
| 1948  | 1953  | 1961  | 1971  | 1981 | 1991 | 2002 | 2011 |
| ----- | ----- | ----- | ----- | ---- | ---- | ---- | ---- |
| 1 168 | 1 162 | 1 099 | 1 043 | 865  | 812  | 756  | 654  |

|  |